# 馬克西米利安·瓦格納
馬克西米利安·瓦格納（德語：Maximilian Wagener；1995年1月3日—）是一位德國足球運動員，在場上的位置是邊鋒。他現在效力於德國足球甲級聯賽球隊勒沃庫森足球俱樂部。他曾是勒沃庫森U19隊的隊長。